# Simo Blaževac
Simo Blaževac (Donja Bebrina kraj Slavonskog Broda, oko 1864. - Bjelovar, 1926.), hrvatski političar, bio je najdugovječniji gradonačelnik Bjelovara, bio je na čelu grada 24 godine tijekom razdoblja od 1888. do 1913. godine.
Rodio se u Donjoj Bebrini kraj Slavonskog Broda u krajiškoj obitelji. Gotovo cijeli život nakon djetinjstva proveo je u Bjelovaru od 1878. godine, gdje se školovao na vojnoj školi i deset godina radio u gradskoj upravi prije negoli je postao gradonačelnikom 1889. godine. U razdoblju od samo 13 godina, od 1889. do 1901. u Bjelovaru je izgrađeno 137 novih zgrada i dograđeno 117 postojećih objekata. Provedena je kanalizacija u gradu, izgrađena je vojarna, plinara, sajmište, bolnica, obnovljene su katolička i pravoslavna crkva, ustrojeno financijsko ravnateljstvo, došlo je do razvitka željeznice.
Pod njegovim vodstvom, Bjelovar se iz krajiškoga pukovnijskog središta pretvorio u županijsko višefunkcijsko središte.
Odluke je donosio autokratski, ali nakon savjetovanja sa svojim suradnicima u gradskoj upravi. U politici je slijedio naputke mađaronskoga režima, a tek se nakon 1905. približava Hrvatsko-srpskoj koaliciji koja je u gradu tada pronašla snažno uporište. Odlikovan je zlatnim krstom za zasluge s krunom 1902. godine, a nakon 1913. godine postaje ravnatelj Kraljevskoga sudbenog stola u Bjelovaru te umire 1926. godine.